# Komelinovke
Komelinovke (Puzavci, lat. Commelinaceae), porodica jednosupnica s preko 700 vrsta biljaka koja nosi ime po rodu komelina (Commelina), čiji su predstavnici (preko 200 vrsta) trajnice padačice, penjačice i puzačice. Neki puzavci su jednogodišnje bilje, ali glavna karakteristika im je člankovita stabljika koja puže, pada ili se uspinje. Plod je boba, a cvjetovi su dvospolni, pojedinačni ili tvore paštitaste cvatove.
Komelinovke su dio reda Commelinales. Ostali poznatiji rodovi su cijanotis (Cyanotis), kalizija (Callisia), dihorizandra (Dichorisandra), Palisota, Siderasis,  tradeskancija (Tradescantia), veldenija (Weldenia), kohliostema (Cochliostema), i druge dok je rod aploleja (Aploleia) uklopljen u kaliziju (Callisia) a Zebrina u tradeskanciju (Tradescantia).

## Popis rodova
Familia Commelinaceae Mirb. (763 spp.)
1. Subfamilia Triceratelloideae (Faden & D. Hunt) Zuntini & Frankel
  1. Triceratella Brenan (1 sp.)
2. Subfamilia Cartonematoideae Faden ex G. C. Tucker
  1. Cartonema R. Br. (7 spp.)
3. Subfamilia Commelinoideae Eaton
  1. Tribus Palisoteae (Faden & D. R. Hunt) C. K. Lee, Fuse & M. N. Tamura
    1. Palisota Rchb. (33 spp.)

  2. Tribus Commelineae Dumort.
    1. Tricarpelema J. K. Morton (8 spp.)
    2. Stanfieldiella Brenan (4 spp.)
    3. Buforrestia C. B. Clarke (3 spp.)
    4. Floscopa Lour. (22 spp.)
    5. Pseudoparis H. Perrier (3 spp.)
    6. Anthericopsis Engl. (1 sp.)
    7. Murdannia Royle (57 spp.)
    8. Polyspatha Benth. (3 spp.)
    9. Pollia Thunb. (21 spp.)
    10. Aneilema R. Br. (66 spp.)
    11. Dictyospermum Wight (5 spp.)
    12. Rhopalephora Hassk. (4 spp.)
    13. Commelina L. (194 spp.)

  3. Tribus Tradescantieae Meisn.
    1. Spatholirion Ridl. (6 spp.)
    2. Aetheolirion Forman (1 sp.)
    3. Streptolirion Edgew. (1 sp.)
    4. Cochliostema Lem. (2 spp.)
    5. Geogenanthus Ule (3 spp.)
    6. Plowmanianthus Faden & Hardy (5 spp.)
    7. Siderasis Raf. (6 spp.)
    8. Dichorisandra J. C. Mikan (64 spp.)
    9. Amischotolype Hassk. (25 spp.)
    10. Coleotrype C. B. Clarke (10 spp.)
    11. Cyanotis D. Don (45 spp.)
    12. Sauvallea W. Wright (1 sp.)
    13. Tinantia Scheidw. (13 spp.)
    14. Matudanthus D. R. Hunt (1 sp.)
    15. Thyrsanthemum Pichon (3 spp.)
    16. Weldenia Schult. f. (1 sp.)
    17. Gibasoides D. R. Hunt (1 sp.)
    18. Callisia Loefl. (42 spp.)
    19. Gibasis Raf. (14 spp.)
    20. Tradescantia L. (87 spp.)

- Elasis D.R.Hunt, možda sinonim za Tradescantia L.